# Niemieckie obozy jenieckie 1939–1945

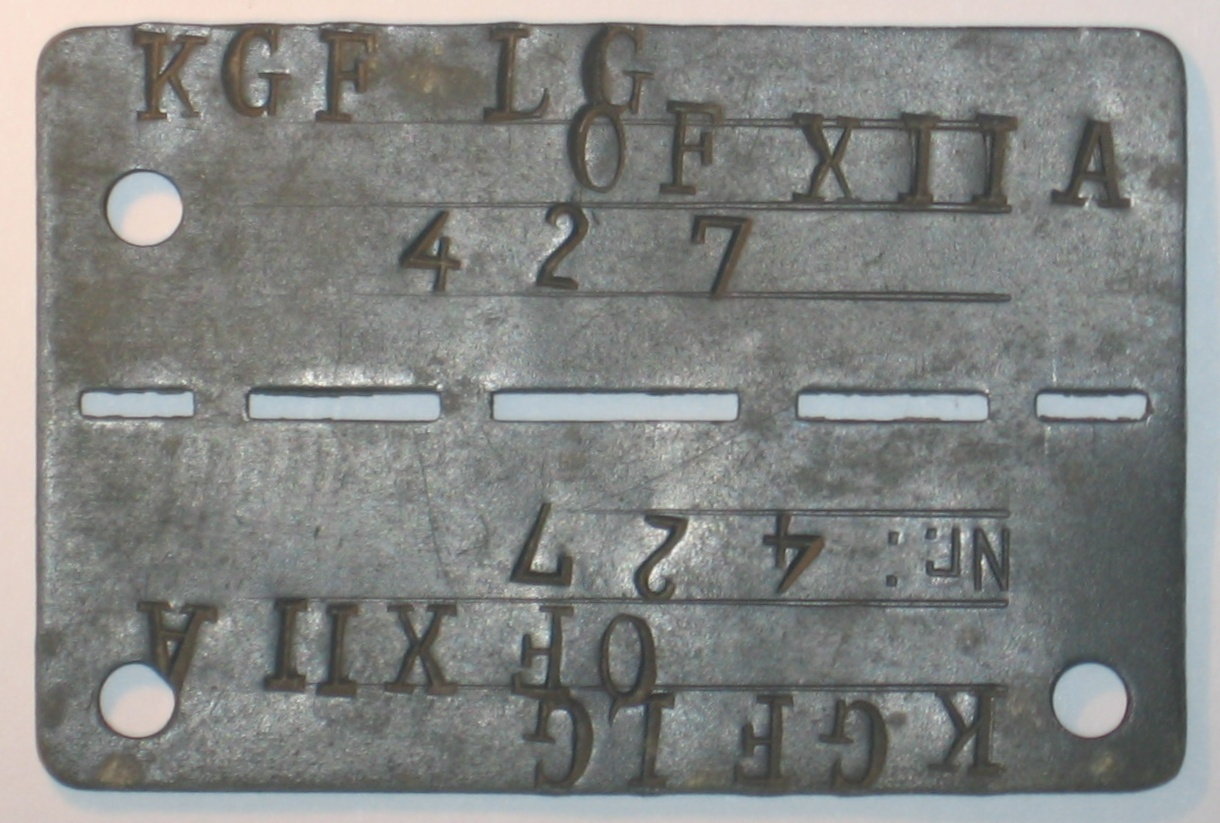
nieśmiertelnik noszony w oflagu; tu w Stalagu XIIA Limburg an der Lahn (Hesja)

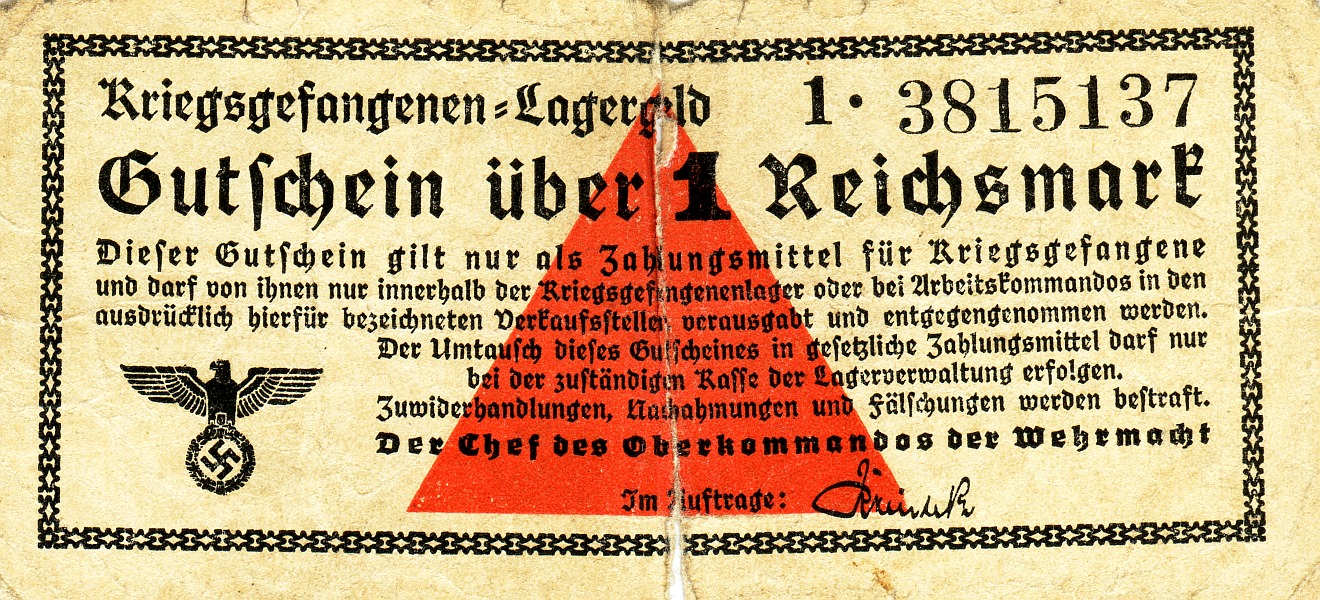
1 marka,
pieniądz obozowy używany
w obozach jenieckich
2 marki 10 fenigów

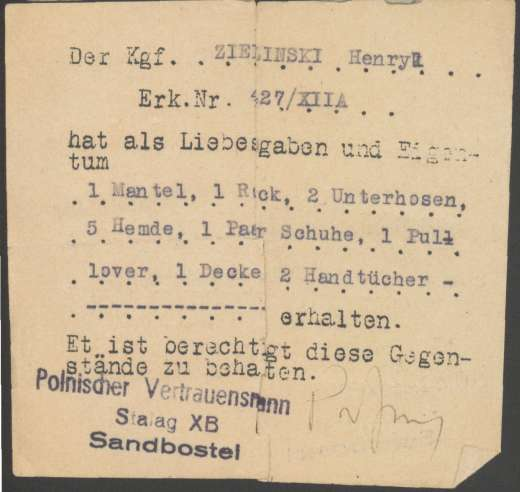
Karta wyposażenia jeńca w Stalagu X B Sandbostel

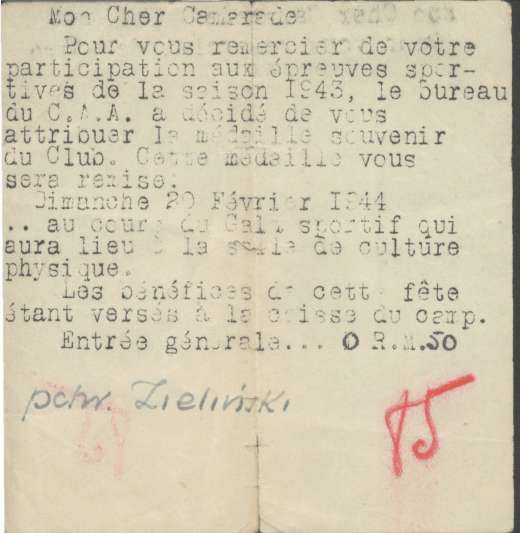
Przejawy życia sportowego

W czasie II wojny światowej Niemcy utworzyli sieć około 12 tys. obozów i więzień, zarówno na terenie własnego kraju, jak i krajów podbitych. Do niewoli wzięli około 18 mln osób z 30 krajów. Część z nich była jeńcami wojennymi, osadzonymi w różnych obozach koncentracyjnych, bądź w specjalnych obozach jenieckich.

## Niemiecki system obozów jenieckich
- Kgf-Lager (Kriegsgefangenenlager) – obóz jeniecki
  - Frontstalag (Frontstammlager für Kriegsgefangene) – obóz frontowy
  - Dulag (Durchgangslager für Kriegsgefangene) – obóz przejściowy (filtracyjny)
    - Dulag Luft (Durchgangslager für kriegsgefangene Luftwaffenangehörige) – obóz przejściowy dla lotników

  - Oflag (Offizierslager für kriegsgefangene Offiziere) – dla oficerów
  - Stalag (Stammlager für kriegsgefangene Mannschaften und Unteroffiziere) – dla podoficerów i szeregowych
    - Stalag Luft (Stammlager für kriegsgefangene Luftwaffenangehörige) – dla podoficerów i szeregowych lotnictwa

  - Marlag (Marinekriegsgefangenenlager für Marineangehörige) – dla marynarzy
  - Milag (Marineinterniertenlager für Angehörige der Handelsmarine) – dla marynarzy marynarki handlowej
- szpitale jenieckie
  - Kgf-Laz (Lazarett für Kriegsgefangene) – szpital dla jeńców wojennych
  - Res-Laz (Reserve-Lazarett) – szpital rezerwowy
- dla osób cywilnych
  - Heilag (Heimkehrerlager) – przesiedlanych przez wojsko
  - Ilag (Internierungslager für Zivilpersonen) – internowanych przez wojsko

- Schattenlager (Lager ohne eigene Gefangenenunterkünfte) („obóz w cieniu”) obóz w którym nie wydzielono części dla jeńców wojennych
- Arb-Kdo (Arbeitskommando) – komando pracy

### Nazewnictwo
Terytorium III Rzeszy zostało podzielone na Okręgi Wojskowe (Wehrkreis), którym podlegały także okręgowe dowództwa obozów jenieckich (Wehrmachtsauskunftstelle für Kriegerverluste und Kriegsgefangene).
Przykładowy zapis:
Oflag VII A Murnau
oznaczał:
obóz jeniecki dla oficerów (Oflag) utworzony jako pierwszy (A) w VII Okręgu Wojskowym (Bawaria) w miasteczku Murnau
Rozbudowane obozy jenieckie dodatkowo nosiły oznaczenia:
- H (Hauptlager) – obóz główny
  - N (Nebenlager) – podobozy
  - Z (Zweiglager) – podobozy

## Lista obozów według podziału nawojskowe okręgi
Uwaga: W nawiasach podano lokalizację obozu na aktualnej mapie politycznej świata.

### Okręg Wojskowy I
- Stalag I A Stablack
- Stalag I B Hohenstein (Polska)
- Stalag I C Heydekrug[1]
- Stalag I D
- Stalag I E Prostki (Polska)[1]
- Stalag I F Sudauen (Polska)
- Stalag Luft VI Silute/Heydekrug (Litwa)

### Okręg Wojskowy II
- Stalag II A Neubrandenburg

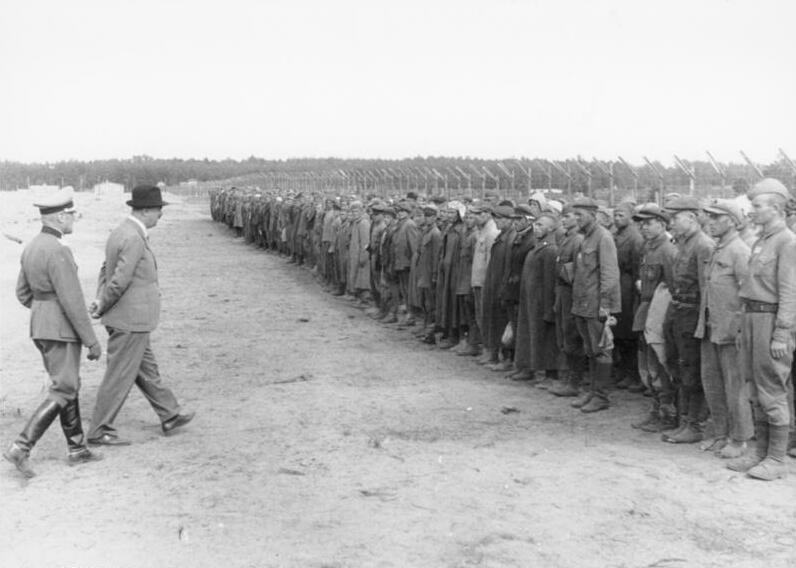
Stalag II-B

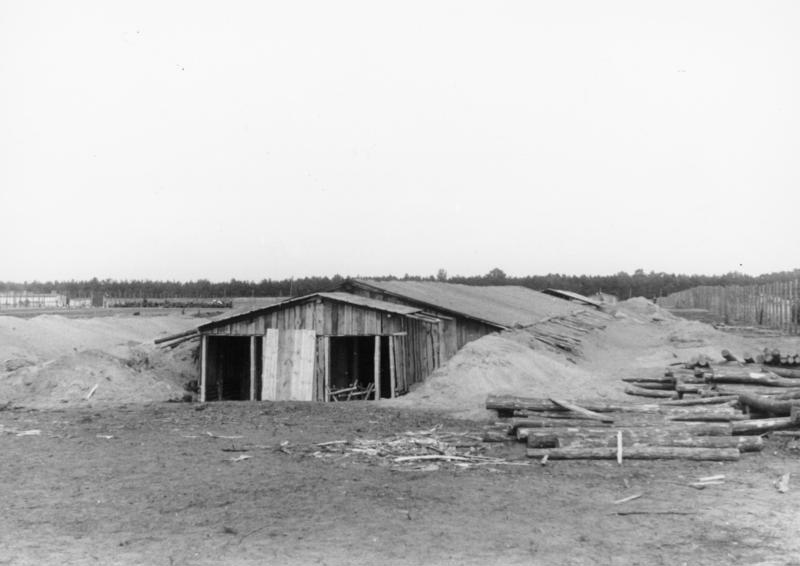
Stalag II-B

- Stalag II B Hammerstein/Schlochau (Polska) (link (fr.))
- Stalag II C Greifswald
- Stalag II D Stargard/Pom. (Polska)
- Stalag II E Schwerin
- Stalag II H Raderitz (Polska)
- Stalag Luft I Barth (mapa)
- Stalag Luft II Litzmannstadt (Polska)
- Stalag Luft IV Gr. Tychow (Polska)
- Oflag II A Prenzlau
- Oflag II B Arnswalde (Polska)
- Oflag II C Woldenberg (Polska)
- Oflag II D Gross Born (Polska)
- Oflag II E Neubrandenburg

### Okręg Wojskowy III
- Stalag III A Luckenwalde
- Stalag III B Fuerstenberg/Oder
- Stalag III C Alt-Drewitz (Polska)
- Stalag III D Berlin
- Oflag III A Luckenwalde

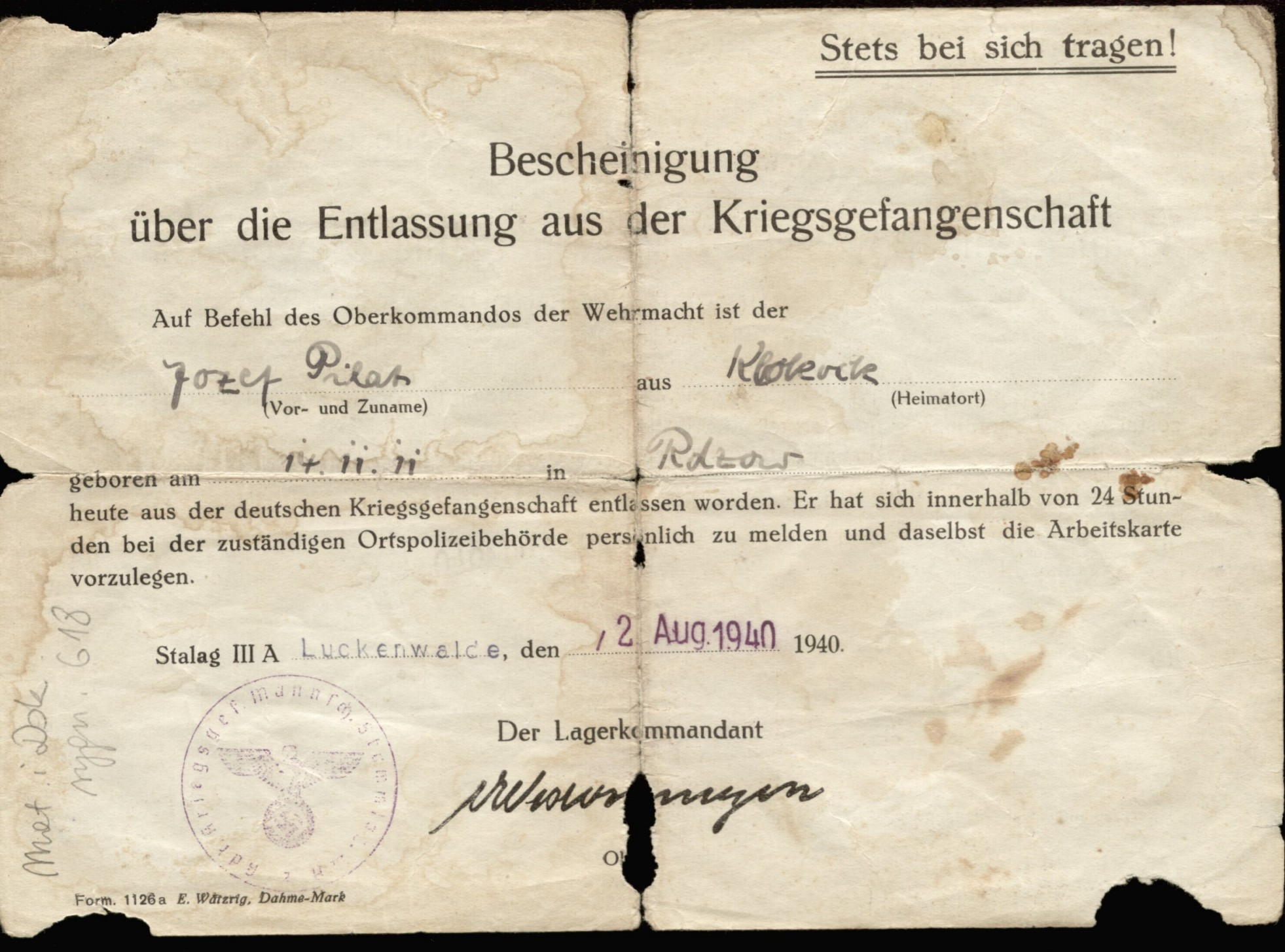
Karta zwolnienia jeńca ze Stalagu III A Luckenwalde

- Oflag III B Wehrmachtlager Tibor/Züllichau (Polska)
- Oflag III C Lübben/Spree

### Okręg Wojskowy IV
- Stalag IV A Elsterhorst
- Stalag IV B Mühlberg/Elbe
- Stalag IV C Wistritz bei Teplitz
- Stalag IV D Torgau
- Stalag IV E Altenburg
- Stalag IV F Hartmannsdorf
- Stalag IV G Oschatz
- Oflag IV A Hohnstein
- Oflag IV B Königstein
- Oflag IV C Colditz
- Oflag IV D Elsterhorst

### Okręg Wojskowy V
- Stalag V A Ludwigsburg
- Stalag V B Villingen
- Stalag V C Wildberg

- Stalag V D Strasburg
- Stalag V E Mülhausen

- Stalag Luft V Halle/Saale
- Oflag V A Weinsberg
- Oflag V B Biberach
- Oflag V C Wurzach

### Okręg Wojskowy VI
- Stalag VI A Hemer/Iserlohn
- Stalag VI B Neu-Versen
- Stalag VI C Oberlangen/Emsland
- Stalag VI D Dortmund
- Stalag VI F Bocholt
- Stalag VI G Bonn-Duisdorf
- Stalag VI H Arnoldsweiler/Düren
- Stalag VI J S.A. Lager Fichtenhein/Krefeld i Dorsten
- Stalag VI K Senne
- Oflag VI A Soest
- Oflag VI B Dössel-Warburg
- Oflag VI C Eversheide/Osnabrück
- Oflag VI D Münster
- Oflag VI E Dorsten

### Okręg Wojskowy VII
- Stalag VII A Moosburg
- Stalag VII B Memmingen
- Oflag VII Laufen
- Oflag VII A Murnau am Staffelsee
- Oflag VII B Eichstätt
- Oflag VII C Laufen
- Oflag VII D Tittmoning

### Okręg Wojskowy VIII
- Stalag VIII A Görlitz (na terenie obecnego Zgorzelca – Polska)
- Stalag VIII B Lamsdorf (Polska)
- Stalag VIII C Sagan (Polska)
- Stalag VIII D Teschen (Czechy)
- Stalag VIII E Neuhammer
- Stalag VIII F Lamsdorf (Polska)
- Stalag Luft III Sagan (Polska) (mapa)
- Stalag VIII B Lamsdorf (Polska)
- Oflag VIII A Kreuzburg/Oppeln (Polska)
- Oflag VIII B Silberberg (Polska)
- Oflag VIII C Juliusburg (Polska)
- Oflag VIII D/Tittmoning Castle
- Oflag VIII E Johannisbrunn
- Oflag VIII F Mährisch-Trübau
- Oflag VIII G Weidenau/Freiwaldau
- Oflag VIII H/H Oberlangendorf/Sternberg
- Oflag VIII H/Z Eulenberg/Roemerstadt
- Stalag Luft 7 Bankau (obecnie Bąków blisko Kluczborka, Polska)

### Okręg Wojskowy IX
- Stalag IX A Ziegenhain
- Stalag IX B Wegscheide/Bad Orb
- Stalag IX C Bad Sulza
- Oflag IX A/H Burg Spangenberg
- Oflag IX A/Z Rotenburg an der Fulda
- Oflag IX B Weilburg/Lahn
- Oflag IX C Molsdorf obecnie dzielnica miasta Erfurt

### Okręg Wojskowy X
- Stalag X A Schleswig
- Stalag X B Sandbostel
- Marlag und Milag Nord Sandbostel
- Stalag X C Nienburg (Weser)
- Stalag X D Wietzendorf
- Oflag X Hohensalza
- Oflag X A Itzehoe
- Oflag X B Nienburg (Weser)
- Oflag X C Lübeck
- Oflag X D Hamburg-Fischbeck

### Okręg Wojskowy XI
- Stalag XI A Altengrabow
- Stalag XI B Fallingbostel
- Stalag XI C Bergen-Belsen
- Stalag Luft XI B
- Oflag XI A Osterode

### Okręg Wojskowy XII
- Stalag XII A Limburg an der Lahn
- Stalag XII B Frankenthal/Palatinate
- Stalag XII C Wiebelsheim/Rhein
- Stalag XII D Trier/Petrisberg (Trèves)
- Stalag XII E Zambrów[2] Metz
- Stalag XII F Forbach
- Oflag XII A Hadamar/Limburg an der Lahn
- Oflag XII B Mainz

### Okręg Wojskowy XIII
- Stalag XIII A Bad Sulzbach
- Stalag XIII B Weiden/Oberpfalz

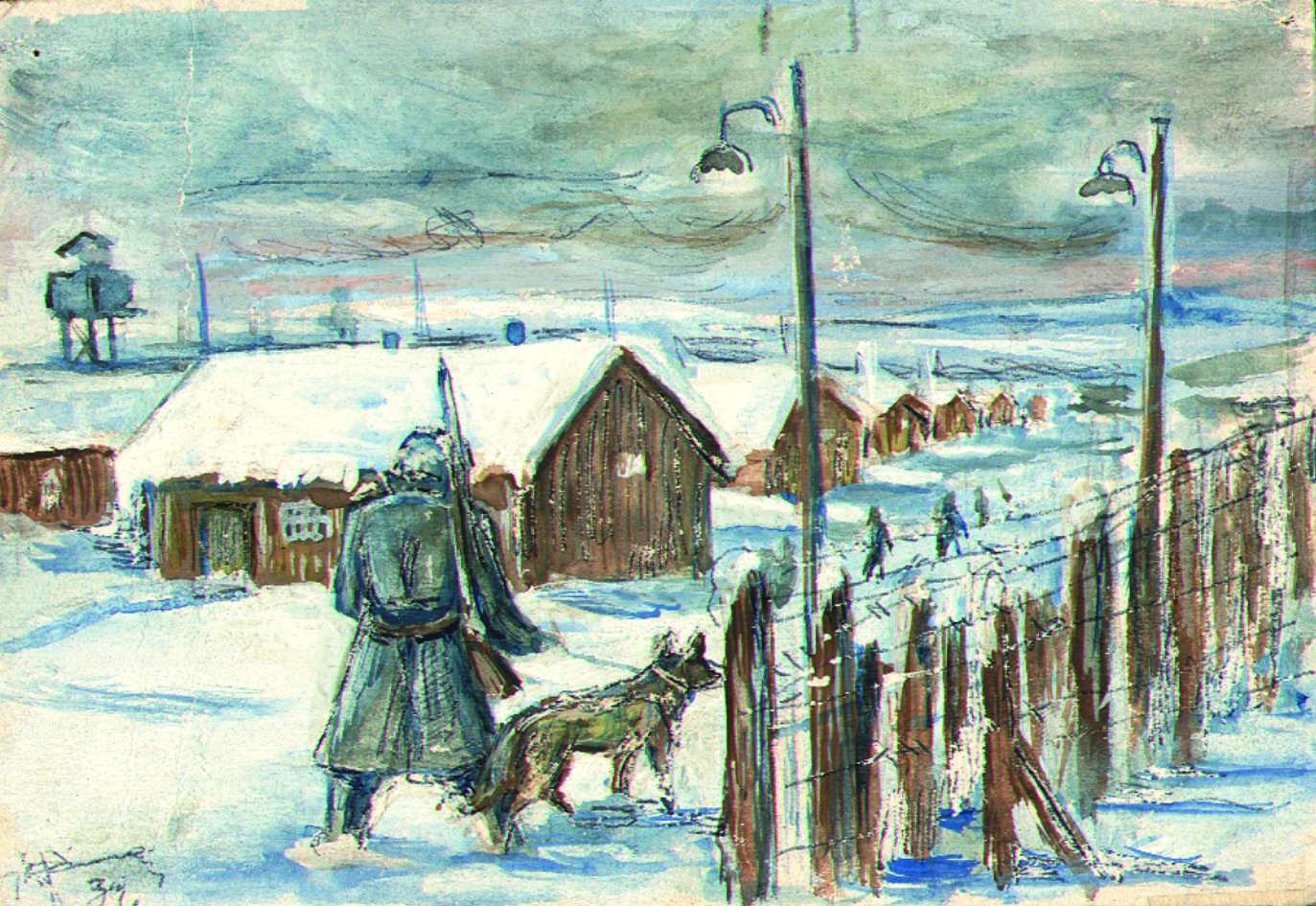
Stalag w Norymberdze, zima 1939

- Stalag XIII C Hammelburg/Mainfranken
- Stalag XIII D Nürnberg/Langwasser
- Oflag XIII A Nürnberg
- Oflag XIII B Hammelburg
- Oflag XIII D Nürnberg/Langwasser

### Okręg Wojskowy XVII
- Stalag XVII A Kaisersteinbruch
- Stalag XVII B Krems-Gneixendorf, wcześniej używano nazwy: Dulag Gneixendorf
- Stalag XVII C Döllersheim, wcześniej nazywany: Dulag Döllersheim
- Stalag XVII D Pupping, początkowo obóz nosił nazwę Zweiglager Pupping, następnie zmienił nazwę na Stalag 237, Stalag 397 i ostatecznie Stalag 398 Pupping
- Oflag XVII A Edelbach

### Okręg Wojskowy XVIII
- Stalag XVIII A Wolfsberg
- Stalag XVIII AZ Spittal
- Stalag XVIII B Oberdrauburg
- Stalag XVIII C Markt-Pongau
- Stalag XVIII D Maribor
- Oflag XVIII A Lienz/Drau
- Oflag XVIII B Wolfsberg/Kaernten
- Oflag XVIII C Spittal/Drau

### Okręg Wojskowy XX
- Stalag XX A Thorn (Polska) (mapa)
- Stalag 312 Thorn (Polska), ten sam co powyżej
- Stalag XX B Marienburg (Polska) (mapa)
- Stalag XXI A Schildberg (Polska)
- Stalag XXI B Schubin (Polska)
- Stalag XXI B Thure (Polska)
- Stalag XXI C/H Wollstein (Polska)
- Stalag XXI C/Z Grätz
- Stalag XXI D(inne języki) Posen (Polska)
- Oflag XXI A Schokken (Polska)
- Oflag XXI B Schoken (Polska)
- Oflag XXI C Schubin/Schokken/Schildberg (Polska)
- Oflag XXI C/Z Grune bei Lissa (Polska)

### Inne obozy
- Oflag 6 Tost
- Oflag 52 Ebenrode[1]
- Oflag 56 Prostki
- Oflag 57 Białystok
- Oflag 60 Schirwindt[1]
- Oflag 63 Priekulė[1]
- Oflag 64 Schubin
- Oflag 68 Sudauen (Polska)
- Oflag 79 Waggum, Braunschweig
- Stalag Luft Frankfurt am Main
- Stalag Luft S Sudauen (Polska)
- Stalag 56 Prostken (Polska)
- Stalag 302 Gross Born

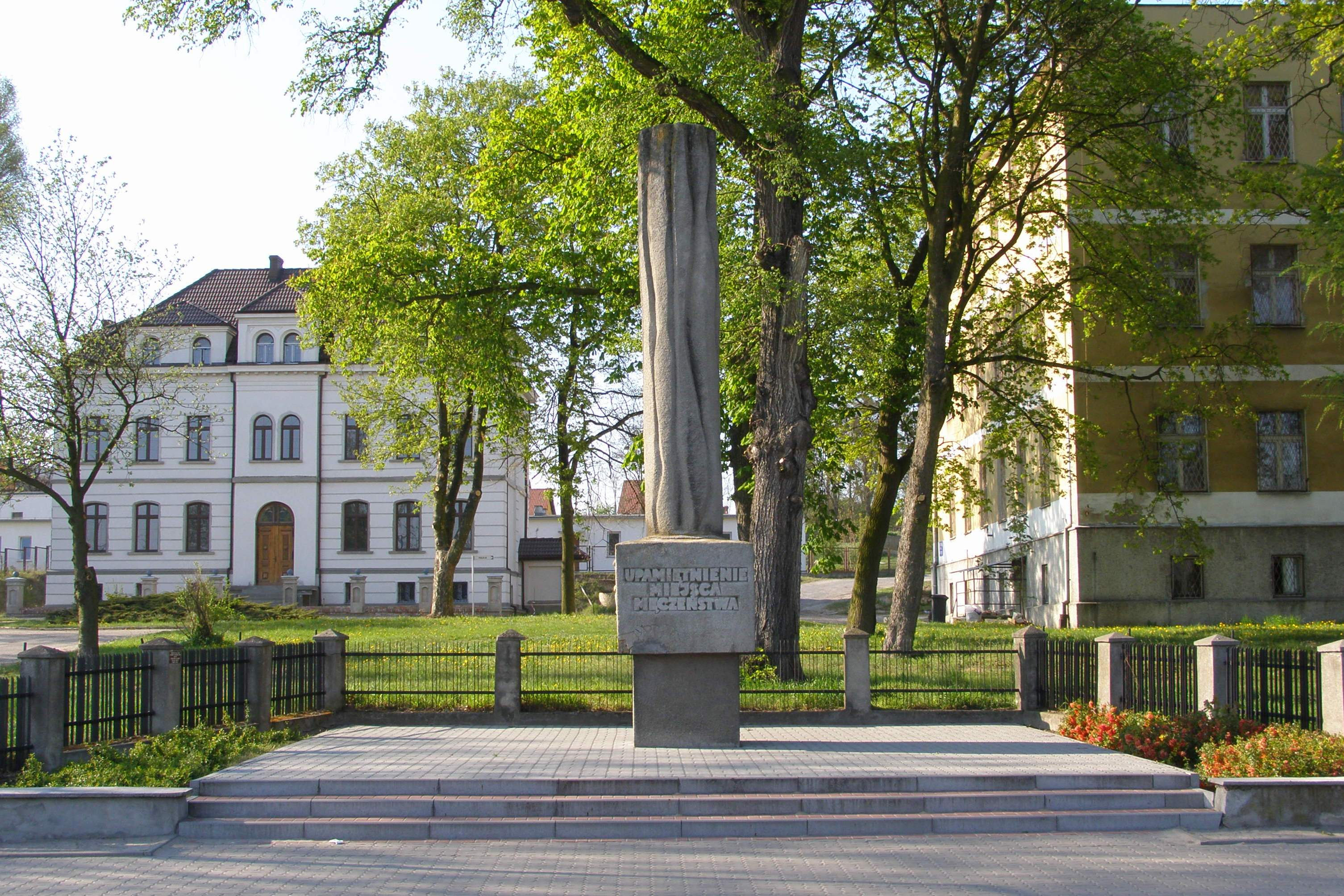
Pomnik jeńców Oflag 64 w Szubinie

- Stalag 307 Biała Podlaska (Polska)
- Stalag 307 Dęblin (Polska)
- Stalag 313 Czarne (Polska)
- Stalag 315 Przemyśl (Polska)
- Stalag 316 Białystok[1],
- Stalag 316 Wołkowysk[1] (Polska)
- Stalag 319 Chełm (Polska)
- Stalag 323 Gross Born
- Stalag 324 w Grądach
- Stalag 324 w Łosośnie
- Stalag 325 Zamość (Polska)
- Stalag 325 Rawa Ruska (Ukraina)
- Stalag 327 Jarosław – Rymanów (Polska)
- Stalag 328 Lemberg (Ukraina)
- Stalag 331 Dłutowo (Polska)[1]
- Stalag 333 Ostrów-Komorowo (Polska)
- Stalag 337 Baranowicze[3]
- Stalag 342 Mołodeczno[3]
- Stalag 343 Olita (Litwa)[4]
- Stalag 344 Wilno[4]
- Stalag 347 Rositten (Łotwa)[3]
- Stalag 350 Ryga[3]
- Stalag 351 Berkenbrugge (Polska)
- Stalag 351 Głębokie[3]
- Stalag 352 Mińsk[3]
- Stalag 357 Kopernikus Thorn (Polska)
- Stalag 359 Poniatowa (Polska)
- Stalag 366 Siedlce (Polska)
- Stalag 366 Kowno[3]
- Stalag 369 Kobierzyn (Polska)
- Stalag 390 Dyneburg[3]
- Stalag XX-A (301) Friesack, Wutzetz/Brandenburg (Niemcy)

## Odnotowane fikcyjne obozy jenieckie
Obozy jenieckie z okresu II wojny światowej pojawiają się również w literaturze i filmach przygodowych. Część z nich są to jednostki stworzone tylko i wyłącznie na potrzeby scenariusza i nie mają nic wspólnego z faktami i historią. Są to m.in.
- Stalag 13 – miejsce akcji amerykańskiego sitcomu Hogan’s Heroes
- Stalag 17 – nazwa obozu i jednocześnie tytuł filmu z 1953 produkcji USA